# Липодор
Липодор (IV век до н. э.) — греческий военачальник в 320-х годах до н. э.

## Биография
В 323 году до н. э., после смерти Александра Македонского, в восточных («верхних») сатрапиях произошло выступление желавших вернуться на родину греков-колонистов. Они провозгласили своим предводителем Филона. Македонский регент Пердикка поручил Пифону, сыну Кратея, подавить восстание эллинов.
Липодор был одним из командиров восставших, возглавляя трёхтысячный отряд. Поэтому, по предположению В. Геккеля, Липодор мог принимать участие в мятеже греческих поселенцев, случившемся двумя годами ранее. Происхождение его точно неизвестно, но, возможно, он был энианийцем, так как Пифон сумел через посредничество некоего энианийца войти с Липодором в соглашение, склонив за плату к измене делу повстанцев. Во время решающего сражения воины Липодора покинули своё место в строю и отступили. Это привело в замешательство остальных греков и вынудило к бегству, что в итоге привело к их поражению.
Липодор со своими сторонниками был вознаграждён Пифоном, однако исторические источники не сообщают о его дальнейшей судьбе.